# Billboard Dance Music/Club Play
Topul Billboard Hot Dance Club Play (cunoscut și sub numele Club Play Singles și anterior Hot Dance Music/Club Play și Hot Dance/Disco) este un clasament săptămânal care ține evidența celor mai populare melodii din cluburile din Statele Unite. Artistul cu cele mai multe piese #1 este Madonna cu 40 în total, urmată de Janet Jackson cu 18 iar Donna Summer și Mariah Carey pe locul 3 cu 15 cântece.